# Miejskie Przedsiębiorstwo Komunikacyjne w Częstochowie
Miejskie Przedsiębiorstwo Komunikacyjne w Częstochowie – przedsiębiorstwo, którego działalność koncentruje się na wykonywaniu autobusowego i tramwajowego transportu zbiorowego na terenie Częstochowy i sąsiednich gmin.
W lutym 2022 tabor firmy składał się z 146 autobusów i 33 tramwajów. Istnieje od 1950 roku jako przedsiębiorstwo państwowe, od 1991 roku jako zakład budżetowy gminy Częstochowa, natomiast od 2001 roku jako jednoosobowa spółka gminy. Od 1 stycznia 2010 roku organizację komunikacji miejskiej od Gminy Częstochowa przejął Urząd Miasta Częstochowa i powierzył ją swojej jednostce budżetowej, Miejskiemu Zarządowi Dróg i Transportu.

## Historia

### Początki
Miejskie Przedsiębiorstwo Komunikacyjne w Częstochowie, zaczęło funkcjonować 1 marca 1950 roku jako Miejskie Przedsiębiorstwo Komunikacji. W 1951 roku MPK otrzymało zajezdnię autobusową przy ul. Wilsona 44/54, w której znajdowało się 17 boksów garażowych i 13 kanałów rewizyjnych. Do 1955 roku zajezdnia była współużytkowana z Miejskim Przedsiębiorstwem Oczyszczania (MPO).
W 1991 roku z przedsiębiorstwa państwowego, decyzją uchwały Rady Miasta, MPK stało się zakładem budżetowym gminy jako Miejski Zakład Komunikacji. W 1995 roku liczba pasażerów wynosiła 114,4 mln, a w 1999 roku zmalała do 93,1 mln, co było spowodowane wzrostem liczby prywatnych samochodów. Jednocześnie zatrudnienie zostało ograniczone do 1025 pracowników.
W 1992 roku uruchomiono nowoczesną myjnię autobusową. Rok później kupiono 5 autobusów przegubowych Ikarus 435.05C. W 1994 roku ujednolicono tabor tramwajowy, wycofując z użytku przestarzałe modele. W 1995 roku zakupiono 13 kolejnych autobusów Ikarus 415.14A oraz 415.14E, a rok później gmina zakupiła i przekazała MZK 17 autobusów przegubowych Ikarus 280.70E i 12 autobusów niskopodłogowych Ikarus 412.08A. Ogółem przeznaczono na ten cel sumę 12,3 mln zł.

### XXI wiek
Z dniem 1 kwietnia 2002, na podstawie uchwały Rady Miasta nr 262/XXIII/2000 z dnia 28 marca 2000 roku, w stan likwidacji (bez zawieszania usług) postawiono Miejski Zakład Komunikacji. W jego miejsce utworzono jednoosobową spółkę Gminy Częstochowa o nazwie Miejskie Przedsiębiorstwo Komunikacyjne w Częstochowie sp. z o.o., która z dniem 1 lipca 2000 roku przejęła cały majątek i załogę likwidowanego zakładu.
W roku 2000 zakupiono 7 autobusów niskopodłogowych MAN NL222, a rok później przybył kolejny taki sam autobus. Zmodernizowano 6 wagonów tramwajowych. W roku 2002 zakupiono 9 niskopodłogowych autobusów Solaris Urbino 12. W lipcu 2003 wprowadzono na trzy miesiące zasadę wpuszczania pasażerów pierwszymi drzwiami. Od 1 marca 2004 roku zasadę „pierwszych drzwi” wprowadzono na stałe. W grudniu 2004 roku zakupiono 6 używanych autobusów MAN NL202. W kwietniu 2005 roku zakupiono 4 używane autobusy przegubowe MAN NG 272.
Rozpoczęte zostały przygotowania do realizacji zakupu elektronicznego systemu sprzedaży biletów i systemu informowania pasażerów. Na realizację 75% wartości tej inwestycji firma wnioskowała o środki z funduszy strukturalnych Unii Europejskiej. Wniosek o dotację z Unii Europejskiej został odrzucony, z powodu błędów w dokumentach. Pod koniec roku 2005 MPK otrzymało od Urzędu Miasta 10,6 mln złotych, za które został wprowadzony bilet elektroniczny i zakupione nowe autobusy. W marcu 2006 roku MPK rozpisało 2 przetargi: na dostawę 18 nowych autobusów i bilet elektroniczny. W czerwcu 2006 roku podpisano umowę na zakup 18 autobusów marki Mercedes-Benz, a w listopadzie 2006 roku dotarło do przewoźnika 10 sztuk autobusów O530 Citaro i 8 sztuk O345G Conecto.

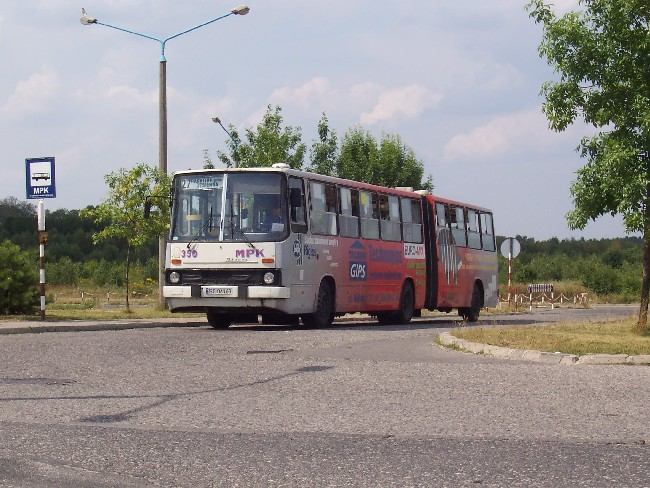
Ikarus 280 w trakcie obsługi linii 27

W sierpniu 2007 rozpisano przetarg na dostawę 10 fabrycznie nowych, niskopodłogowych, jednoczłonowych autobusów miejskich. Przetarg wygrała firma EvoBus Polska, która jako jedyna przystąpiła do przetargu i zaproponowała autobus Citaro II. Autobusy przyjechały do Częstochowy w pierwszych dniach marca 2008 roku. W maju 2009 roku rozpisano przetarg na dostawę 14 nowych autobusów niskopodłogowych – 8 sztuk autobusów 12-metrowych oraz 6 sztuk 18-metrowych. Jedynym oferentem była firma EvoBus Polska. Zaproponowana cena to niecałe 14 milionów 300 tysięcy złotych. Umowa na dostawę została podpisana 10 lipca 2009 roku. Firma EvoBus miała od tego dnia 135 dni na dostawę 14 Mercedesów Citaro. 6 listopada 2009 roku zostały zaprezentowane mieszkańcom nowe autobusy: 8 sztuk Mercedes-Benz Citaro oraz 6 sztuk Mercedes-Benz Citaro G.

### Przejęcie organizacji transportu przez miasto
Od 1 stycznia 2010 MPK sp. z o.o. od Gminy Częstochowa, przejął Urząd Miasta Częstochowa i przekazał swojej jednostce budżetowej, Miejskiemu Zarządowi Dróg i Transportu.
23 lutego 2010 MPK zakupiło cztery kolejne autobusy, kilkunastoletnie Ikarusy 280 sprowadzone z Poznania. 10 marca 2010 roku ogłoszono przetarg na dostawę 10 sztuk nowych autobusów niskopodłogowych – 5 jednoczłonowych o długości 12 metrów oraz 5 przegubowych, 18-metrowych. 21 kwietnia 2010 wybrano ofertę Evobusa oferującego pojazdy Mercedesa w cenie około 10,5 mln zł i 6 maja podpisano umowę. Dzięki niższej cenie MPK zdecydowało się wydać zaoszczędzone, w stosunku do planowanej kwoty, pieniądze na zamówienie dodatkowego jedenastego autobusu.

### Dostawy tramwajów Twist
19 lipca 2010 ogłoszony został przetarg na 7 fabrycznie nowych wieloczłonowych, jednokierunkowych, niskopodłogowych składów tramwajowych, wyposażonych m.in. w klimatyzację i monitoring. Tramwaje będą przeznaczone do obsługi nowo powstającej linii na Błeszno, której budowa zakończy się w 2012 roku.
Wynik przetargu został ogłoszony 28 września 2010 roku. Zwyciężyła bydgoska PESA, a tramwaje mają być dostarczone do Częstochowy w okresie od kwietnia do listopada 2012 roku.
Od wyników przetargu odwały się przedsiębiorstwa Solaris i Newag-Koncar, ale Krajowa Izba Odwoławcza 21 października odrzuciła protesty. 17 grudnia 2010 roku w siedzibie MPK podpisano z PESĄ umowę na dostawę 7 nowych tramwajów niskopodłogowych z klimatyzacją i monitoringiem. Tramwaje zostały dostarczone w drugim i trzecim kwartale 2012 roku.
14 grudnia 2012 roku dotarło do Częstochowy 6 zakupionych w Warszawie kilkunastoletnich Ikarusów 280.70, co tłumaczono brakiem środków finansowych na zakup nowych pojazdów. W drugiej połowie sierpnia 2013 roku MPK zakupiło 5 autobusów MAN A78 wyprodukowanych w 2006 roku dla przewoźnika szwedzkiego, które trafiły do przewoźnika w 2014 roku. Jeszcze jesienią 2013 roku miało być zakupione kolejnych 5 autobusów używanych, ale w ostatnim dniu grudnia 2013 roku ogłoszono przetarg na 7 fabrycznie nowych autobusów krótkich, który w pierwszych dniach marca 2014 roku wygrał Solaris. 23 czerwca MPK podpisało natomiast umowę o dokupieniu trzech kolejnych pojazdów marki Solaris. Zakupu dokonano bez rozpisywania przetargu, w ramach rozszerzenia uprzedniego zamówienia. Pojazdy dotarły do zamawiającego 30 października.

### Program GAZELA

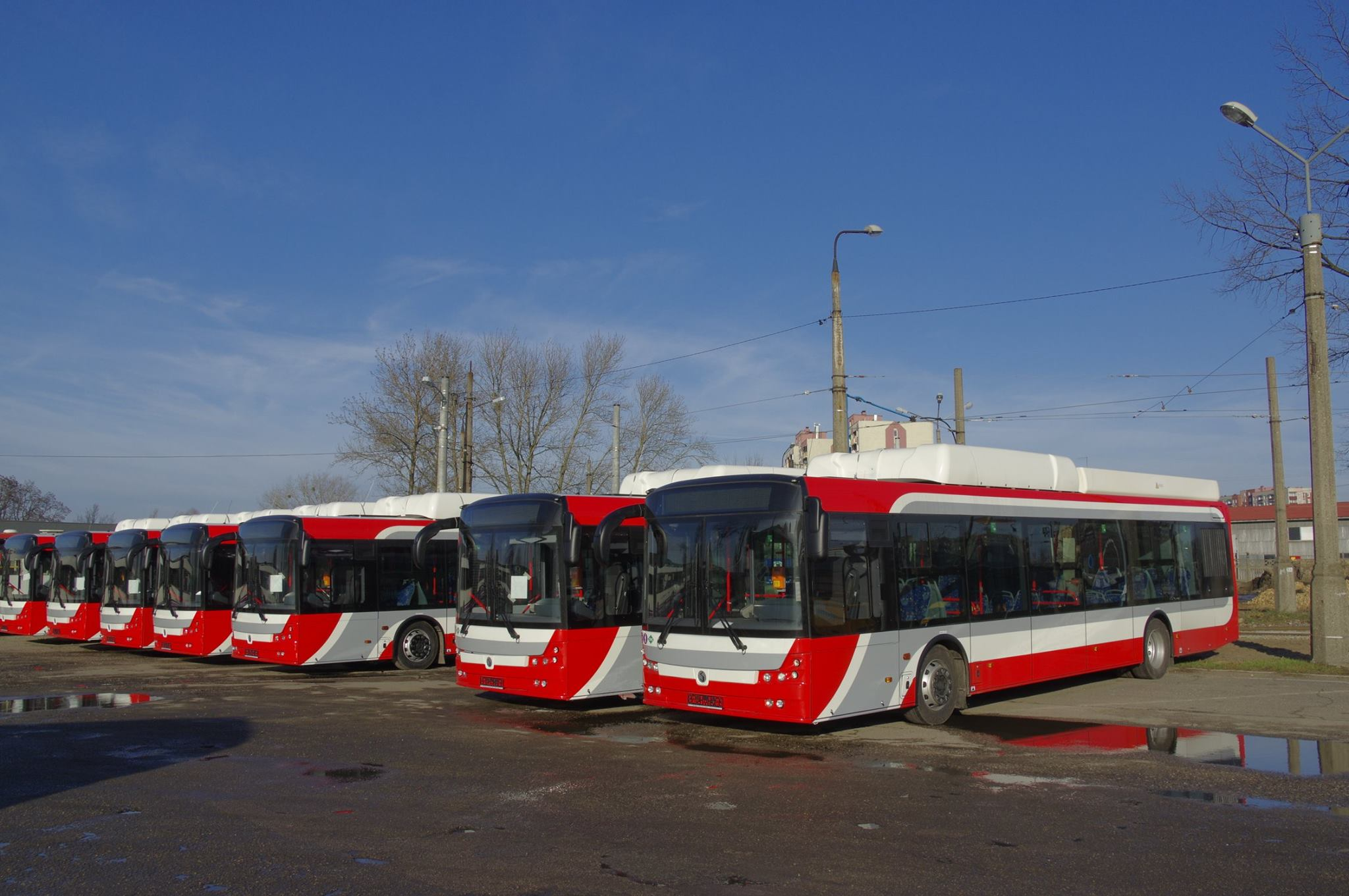
Autobusy Solbus SM 12 CNG Hybrid dostarczone w ramach programu GAZELA

W kwietniu 2014 roku MPK Częstochowa zajęło pierwsze miejsce w konkursie Narodowego Funduszu Ochrony Środowiska i Gospodarki Wodnej na dotację do zakupu nisko emisyjnych autobusów. Dotacja w wysokości 66 mln zł ma pokryć 100% kosztów zakupu 40 hybrydowych autobusów napędzanych gazem CNG, w tym 25 jednoczłonowych i 15 przegubowych, w zamian za likwidację 48 starych autobusów. Środki w dyspozycji NFOŚiGW pochodziły z systemu handlu emisjami, z umowy z Hiszpanią. W umowie na sprzedaż praw do emisji Hiszpania zastrzegła, że fundusze można wydać tylko na zakup autobusów z takim napędem, gdyż wówczas w Hiszpanii działał jedyny w Europie producent hybrydowych autobusów napędzanych gazem CNG. 

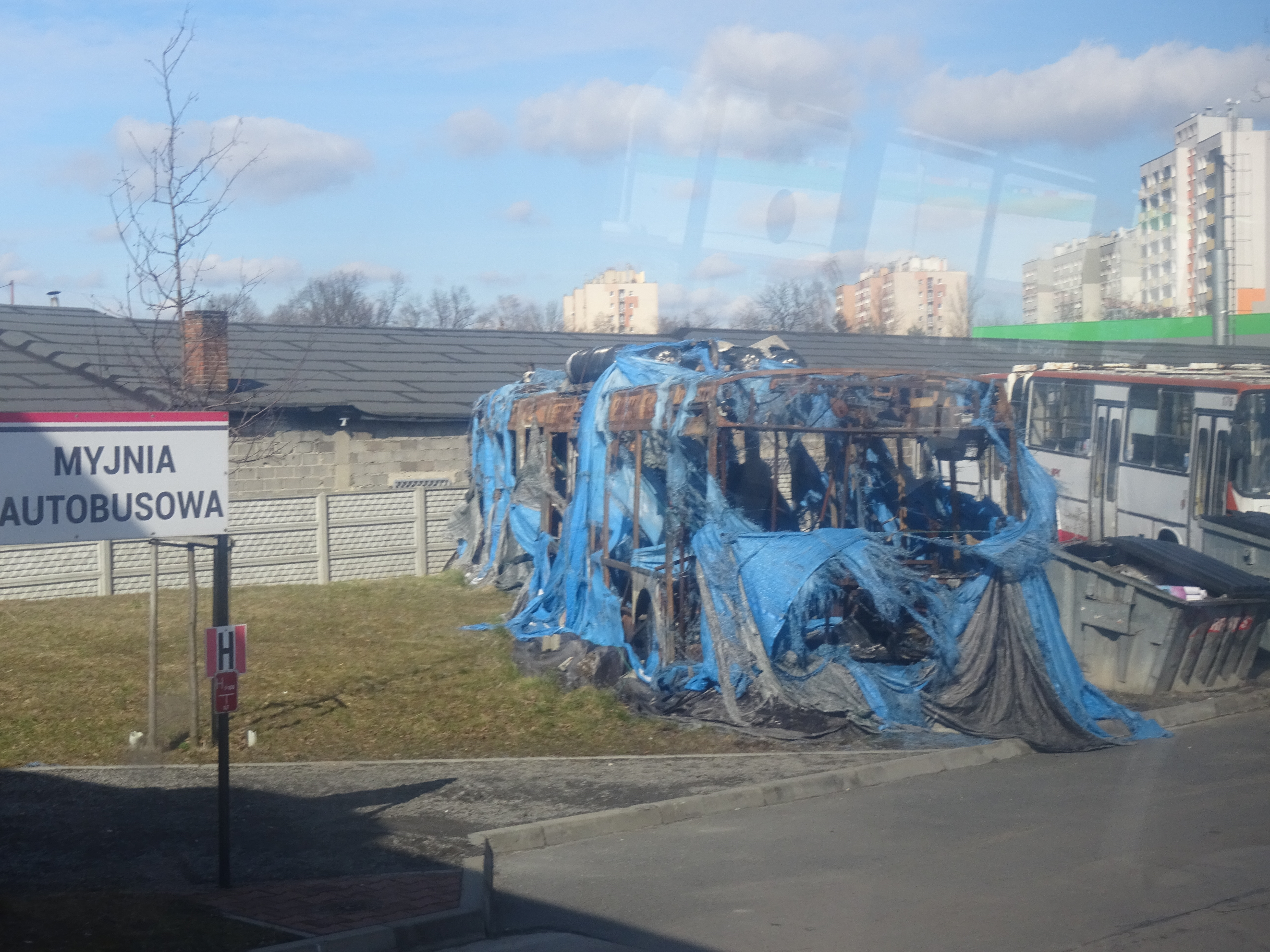
Hybrydowy Solbus SM18 CNG o numerze taborowym 210 po pożarze z 28 kwietnia 2017 roku na ulicy Legionów oczekuje dalszych decyzji na terenie zajezdni. 12 marca 2023 roku.

Ostateczną umowę w tej sprawie między MPK i NFOŚiGW zawarto w połowie sierpnia 2014 roku, a przetarg na zakup autobusów został rozpisany 25 sierpnia. 14 listopada otwarto koperty w przetargu, wpłynęła jedna oferta, od firmy Lider Trading, producenta autobusów Solbus, o wartości 65,85 mln zł. Umowę podpisano oficjalnie 17 grudnia. Jeszcze w czasie jazdy testowej pod Bydgoszczą doszło do pożaru jednego z autobusów, ale producent zapewnił, że zlokalizowano przyczynę i ją usunięto, a pierwsze pojazdy rozpoczęły regularne kursy z pasażerami 23 grudnia 2015 roku. 
W 2015 roku rozpisano przetarg na zakup trzech autobusów solowych o klasycznym napędzie dieslowskim, w którym oferty złożyli Solaris i Lider Trading, producent autobusów marki Solbus. 24 lipca 2015 roku podpisano z Lider Trading umowę zakupu trzech pojazdów, przewidującą dostarczenie zamówienia przed końcem listopada tego samego roku.
16 marca 2016 r. w jednym z autobusów hybrydowych pojawił się dym, w związku z czym wszystkie pojazdy tego typu wycofano z rozkładów i powołano komisję, która miała ustalić przyczyny awarii. Ostatecznie po miesiącu uznano, że awaria miała charakter jednostkowy, ale wprowadzono dodatkowe zabezpieczenia w oprogramowaniu pojazdów.
W kwietniu 2016 r. rozpisano przetarg na zakup 40 kolejnych autobusów z napędem klasycznym, także i tym razem oferty złożyli producenci autobusów marek Solaris i Solbus, a zwycięzcą postępowania został Solaris. Na inwestycję MPK otrzymało 38 mln zł dotacji. W maju następnego roku rozpisano przetarg na 10 tramwajów z opcją na zakup 5 kolejnych.
Z powodu pożaru jednego z pojazdów hybrydowych 28 kwietnia 2017 r. wszystkie pojazdy tego typu wycofano z użytku do czasu planowanego na listopad 2017 r. zakończenia postępowania wyjaśniającego i późniejszej, ewentualnej naprawy. Wycofanie pojazdów wymusiło zatrzymanie we flocie pojazdów Ikarus, przeznaczonych pierwotnie do złomowania. Przeglądy wykazały, że wady pojazdów wymagały prac o dużym zakresie. MPK zdecydowało wówczas o zleceniu firmie Autosan eksperymentalnej przebudowy jednego egzemplarza, jednak koszt tej interwencji był wysoki i nie zdecydowano się na przebudowę pozostałych. W związku z tym NFOŚiGW w 2019 r. uznał, że warunki umowy nie zostały zrealizowane i wypowiedział umowę, żądając zwrotu dotacji wraz z odsetkami. MPK wniosło jednak o podjęcie rozmów w celu opracowania ugody i wniosło pozew do sądu w związku z wypowiedzeniem umowy. 
We wrześniu 2017 r. MPK Częstochowa wprowadziło możliwość doładowania biletu elektronicznego przez internet. Od 1 października MPK Częstochowa wprowadziło darmową komunikację dla uczniów szkół podstawowych i gimnazjów. Jesienią 2017 r. MPK kupiło dwa używane Mercedesy Citaro z 2007 roku zasilane są sprężonym gazem ziemnym oraz pojazdy marki Jelcz.

### Dostawy tramwajów Twist II i inwestycje Autosanu

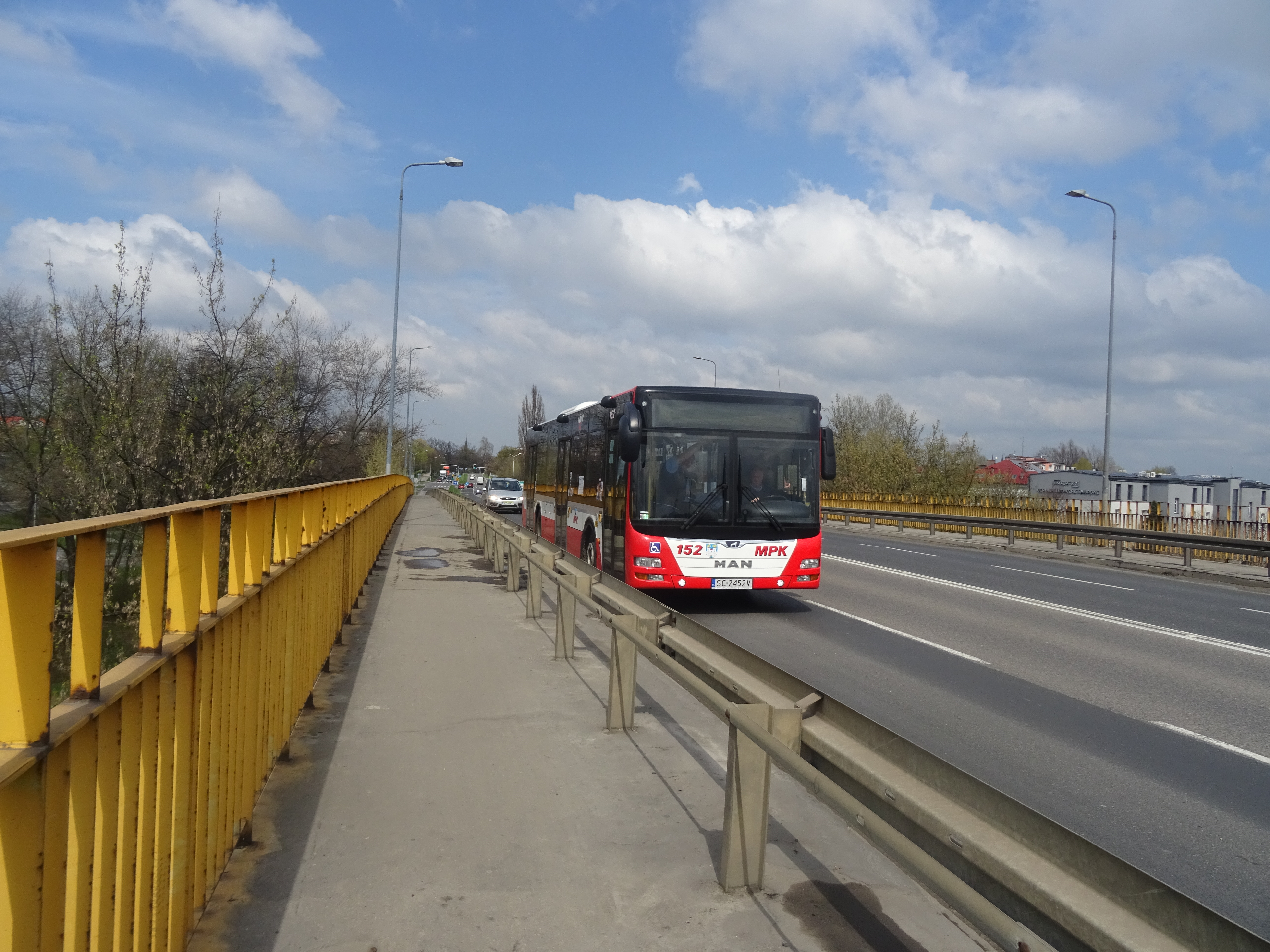
MAN NL293 o numerze bocznym 152 na Stradomiu

15 stycznia 2018 r. MPK Częstochowa podpisało umowę z Pesą na dostawę 10 nowych tramwajów Twist II z opcją na dodatkowe pięć oraz wyremontowanie torowiska. W lutym ogłoszono przetarg na dostawę 12 fabrycznie nowych autobusów niskopodłogowych z terminem dostawy do 15 października tego samego roku dzięki 9 mln zł unijnej dotacji. W przetargu jedyną ofertę złożył MAN i zdecydowano o wyborze jego oferty pomimo przekroczenia budżetu. Jednocześnie miesiąc później nabyto w Niemczech 7 kolejnych autobusów zasilanych CNG o długości 12 metrów (4 MAN-y Lion's City i 3 Mercedesy Citaro) oraz 2 pojazdy przegubowe (Solaris Urbino 18 i MAN NG313 Lion`s City G CNG). Zakupiono również przegubowego MAN-a NG363 Lion's City G z Warszawy. Wszystkie te używane pojazdy są z lat 2006–2007. 19 kwietnia 2018 roku MPK podpisało umowę z firmą MAN Truck & Bus Polska na zakup 12 nowych pojazdów z silnikiem Diesla – MAN Lion's City A37. 
W październiku 2018 r. zakończono remont zabytkowego tramwaju 4ND, który 14 października tego roku po raz pierwszy został włączony do eksploatacji jako doczepa do pojazdu typu 4N wykorzystywanego na linii zabytkowej. 10 października tego samego roku uruchomiono na stronie przewoźnika serwis umożliwiający śledzenie pojazdów w czasie rzeczywistym. W grudniu 2018 roku autobusy marki MAN dotarły do Częstochowy, jednak z miesięcznym opóźnieniem. Pierwsze 6 sztuk przyjechało 4 grudnia, natomiast kolejne 6 sztuk – 14 grudnia. Krótka prezentacja odbyła się w zajezdni MPK. Pod koniec 2018 roku MPK wypożyczyło 10 przegubowych Solarisów Urbino 18, które od 2019 roku stały się własnością MPK.
W październiku 2019 r. rada miasta przekazała przedsiębiorstwu w formie aportu linię tramwajową na Błeszno. 26 listopada MPK rozpisało przetarg na 15 autobusów elektrycznych klasy MAXI w formie najmu na siedem lat wraz z infrastrukturą do ładowania. W tym samym roku MPK nawiązało współpracę ze spółką Autosan, celem naprawy i przebudowy hybrydowych autobusów Solbus. 1 listopada część kursów linii nr 17 skierowano nową trasą przez ul. Przestrzenną, ale już 1 grudnia zostały one zlikwidowane i w zamian została uruchomiona nowa linia nr 37 w relacji Kawodrza Górna – Przestrzenna – Piastowska – Wolności – Aleje – Jana Pawła II – TESCO.
W wyniku rozmów w 2020 r. zawarto ugodę, zgodnie z którą MPK nie musiało zwracać dotacji w zamian za zobowiązanie do osiągnięcia efektu ekologicznego w inny sposób. Jednym z elementów umowy był wynajem 15 autobusów elektrycznych, ponadto ugoda zakładała, że MPK przerobi 25 krótkich autobusów hybrydowych. 1 czerwca w zajezdni MPK został zaprezentowany pierwszy autobus hybrydowy zmodyfikowany przez spółkę Autosan, który zaczął po testach normalną eksploatację – w pojeździe wymieniono superkondensatory, które odpowiadały za awarie, montując zwykłe baterie. Sąd Okręgowy w Warszawie zatwierdził 5 sierpnia ugodę z między Narodowym Funduszem Ochrony Środowiska i Gospodarki Wodnej w Warszawie oraz MPK, dzięki której MPK nie będzie musiało zwracać dotacji na zakup autobusów hybrydowych. We wrześniu do miasta dotarł ostatni z dziesięciu tramwajów PESA Twist II. Pod koniec roku został rozpisany przetarg na przerobienie 24 wadliwych autobusów hybrydowych, a 5 maja 2021 r. podpisano umowę z Autosanem na wykonanie tego zadania. Pierwotna ugoda z NFOŚiGW przewidywała przywrócenie do ruchu 25 autobusów krótkich, z czasem wynegocjowano aneks, który zakładał przywrócenie do końca 2025 r. do ruchu 10 autobusów przegubowych i 15 autobusów krótkich. Remont pozostałych pojazdów uznano za niemożliwy z powodu braku części zamiennych. Pierwszy autobus przerobiono wspólnie z Autosanem, a następne MPK remontowało we własnym zakresie. 
Na przełomie 2024i 2025 r. miasto Częstochowa uzyskało pieniądze w konkursie na dofinansowanie zakupu autobusów elektrycznych, w związku z czym ogłoszono przetarg na dostawę 10 przegubowych autobusów oraz takiej samej ilości ładowarek stacjonarnych, w którym wygrała firma Solaris, zobowiązując się dostarczyć pojazdy do końca lutego 2026 r. Nowe Solarisy zastąpią Mercedesy Conecto, które wyróżniają się wysoką podłogą. 

## Tabor

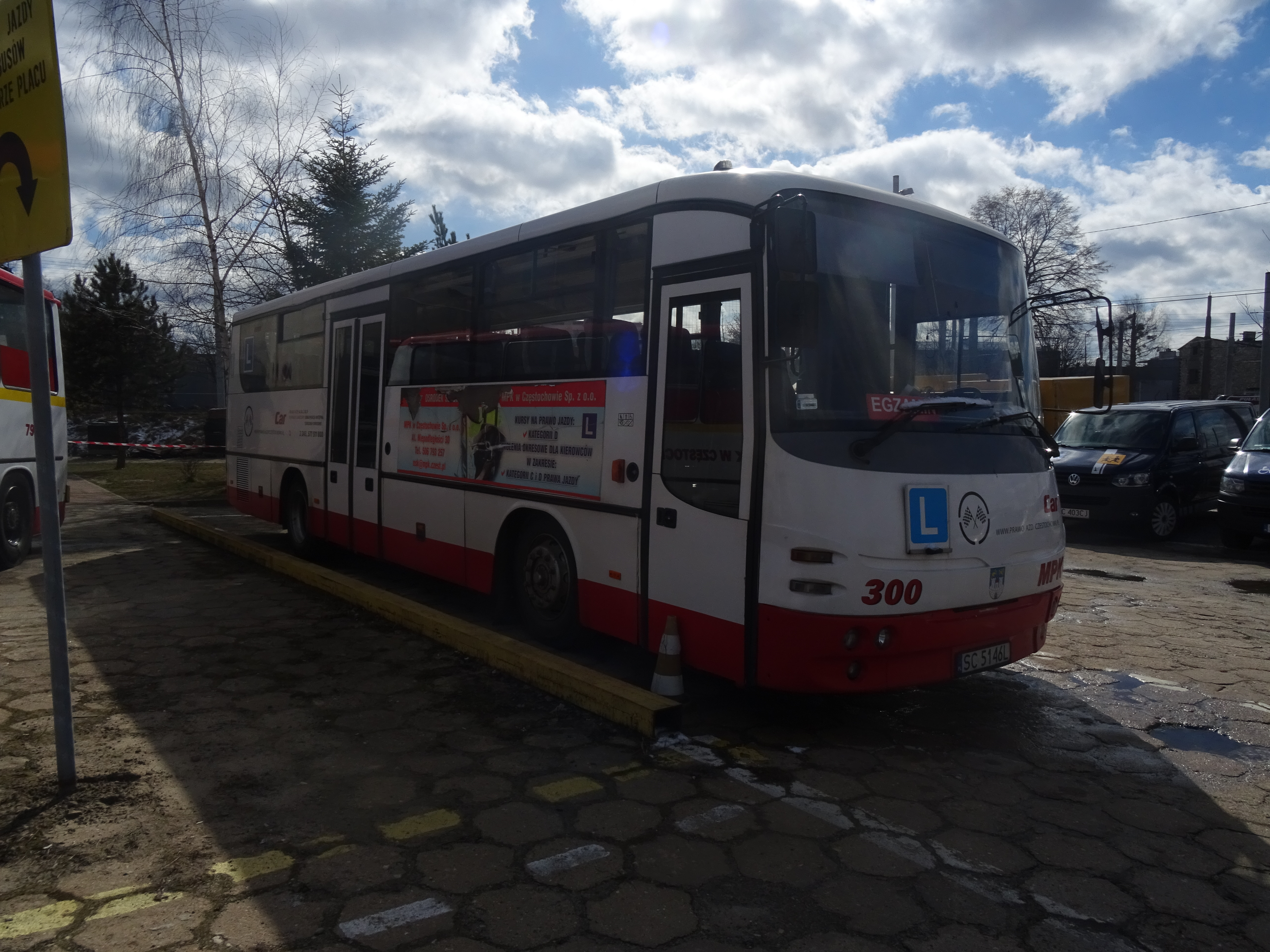
Autosan A1010T używany jako nauka jazdy; na zajezdni

MPK Częstochowa posiada w służbie liniowej pojazdy następujących typów
| Autobusy                             | Autobusy                                                                                         | Autobusy           | Autobusy | Autobusy          | Autobusy          | Autobusy                  | Autobusy |
| Typ autobusu                         | Zdjęcie                                                                                          | Napęd              | Wyposażenie | Klasa autobusu    | Rok zakupu        | Numery taborowe           | Liczba   |
| ------------------------------------ | ------------------------------------------------------------------------------------------------ | ------------------ | --- | ----------------- | ----------------- | ------------------------- | -------- |
| Autosan Sancity 10LFE                |                                                                                                  | Elektryczny        | system informacji pasażerskiej · przewóz osób na wózkach · monitoring · klimatyzacja przestrzeni pasażerskiej · automaty biletowe · Internet bezprzewodowy · ładowarki USB | MIDI              | 2023              | 516–519                   | 4        |
| Autosan Sancity 12LFE                |                                                                                                  | Elektryczny        | system informacji pasażerskiej · przewóz osób na wózkach · monitoring · klimatyzacja przestrzeni pasażerskiej · automaty biletowe · Internet bezprzewodowy · ładowarki USB | MAXI              | 2021              | 500–515                   | 16       |
| Iveco Daily 70C17 / Vehixel Cytios 4 |                                                                                                  | Diesel             | przewóz osób na wózkach · system informacji pasażerskiej · klimatyzacja przestrzeni pasażerskiej                                                                           | MINI              | 2024              | 411–412                   | 2        |
| MAN NL293 Lion's City                |                                                                                                  | Diesel             | system informacji pasażerskiej · przewóz osób na wózkach · monitoring · klimatyzacja przestrzeni pasażerskiej · automaty biletowe · Internet bezprzewodowy · ładowarki USB | MAXI              | 2018              | 149–160                   | 12       |
| MAN NL243 Lion`s City                |                                                                                                  | CNG                | system informacji pasażerskiej · przewóz osób na wózkach | MAXI              | 2018              | 105–107, 148              | 4        |
| MAN NG313 Lion’s City G              |                                                                                                  | CNG                | system informacji pasażerskiej · przewóz osób na wózkach | MEGA              | 2018              | 217                       | 1        |
| MAN NG363 Lion’s City G              |                                                                                                  | Diesel             | system informacji pasażerskiej · przewóz osób na wózkach · klimatyzacja przestrzeni pasażerskiej                                                                           | MEGA              | 2018              | 219                       | 1        |
| MAN NG323 Lion's City GL             |                                                                                                  | Diesel             | system informacji pasażerskiej · przewóz osób na wózkach | MEGA              | 2023              | 233-235                   | 3        |
| Mercedes-Benz 515 CDI/VDL MidCity    |                                                                                                  | Diesel             | przewóz osób na wózkach · system informacji pasażerskiej · klimatyzacja przestrzeni pasażerskiej                                                                           | MINI              | 2022              | 400                       | 1        |
| Mercedes-Benz Citaro                 |                                                                                                  | Diesel             | system informacji pasażerskiej · przewóz osób na wózkach · monitoring | MAXI              | 2006–2007         | 108–118                   | 11       |
| Mercedes-Benz Citaro                 | 2008–2010                                                                                        | Diesel             | system informacji pasażerskiej · przewóz osób na wózkach · monitoring | MAXI              | 119–127, 129–142  | 23                        |          |
| Mercedes-Benz Citaro                 |                                                                                                  | CNG                | system informacji pasażerskiej · przewóz osób na wózkach · klimatyzacja przestrzeni pasażerskiej                                                                           | MAXI              | 2017–2018         | 102–104, 143–144          | 4        |
| Mercedes-Benz Conecto G              |                                                                                                  | Diesel             | system informacji pasażerskiej | MEGA              | 2006              | 177–184                   | 8        |
| Mercedes-Benz Citaro G               |                                                                                                  | Diesel             | system informacji pasażerskiej · przewóz osób na wózkach | MEGA              | 2009–2010         | 185–195                   | 11       |
| Mercedes-Benz Sprinter City 65       |                                                                                                  | Diesel             | przewóz osób na wózkach · system informacji pasażerskiej · klimatyzacja przestrzeni pasażerskiej                                                                           | MINI              | 2024              | 413–414                   | 2        |
| Solbus Solcity 12                    |                                                                                                  | Diesel             | system informacji pasażerskiej · przewóz osób na wózkach · monitoring · klimatyzacja przestrzeni pasażerskiej · ładowarki USB                                              | MAXI              | 2016              | 036–038                   | 3        |
| Solbus Solcity 12 CNG Hybrid         |                                                                                                  | Gazowo–elektryczny | system informacji pasażerskiej · przewóz osób na wózkach · monitoring | MAXI              | 2015              | 011–035                   | 15       |
| Solbus Solcity 18 CNG Hybrid         |                                                                                                  | Gazowo–elektryczny | system informacji pasażerskiej · przewóz osób na wózkach · monitoring | MEGA              | 2015              | 196–209                   | 10       |
| Solaris Urbino 18 (III)              |                                                                                                  | Diesel             | system informacji pasażerskiej · przewóz osób na wózkach · monitoring | MEGA              | 2018              | 220–235                   | 9        |
| Solaris Urbino 18 (III)              | system informacji pasażerskiej · przewóz osób na wózkach · klimatyzacja przestrzeni pasażerskiej | Diesel             | MEGA | 218               | 2018              | 1                         |          |
| Solaris Urbino 12 (II)               |                                                                                                  | Diesel             | system informacji pasażerskiej · przewóz osób na wózkach · monitoring | MAXI              | 2002              | 95                        | 1        |
| Solaris Urbino 12 (III)              |                                                                                                  | Diesel             | system informacji pasażerskiej · przewóz osób na wózkach · klimatyzacja przestrzeni pasażerskiej · monitoring                                                              | MAXI              | 2014              | 001–010                   | 10       |
| Solaris Urbino 12 (IV)               |                                                                                                  | Diesel             | system informacji pasażerskiej · przewóz osób na wózkach · monitoring · klimatyzacja przestrzeni pasażerskiej · automaty biletowe · Internet bezprzewodowy · ładowarki USB | MAXI              | 2017              | 039–053, 059–073, 075–084 | 40       |
| Solaris Urbino 18 (IV)               |                                                                                                  | Elektryczny        | | MEGA              | 2025              |                           | 0 z 10   |
| Wszystkie pojazdy                    | Wszystkie pojazdy                                                                                | Wszystkie pojazdy  | Wszystkie pojazdy | Wszystkie pojazdy | Wszystkie pojazdy | Wszystkie pojazdy         | 195      |

| Tramwaje          | Tramwaje                       | Tramwaje | Tramwaje                            | Tramwaje          | Tramwaje |
| Typ tramwaju      | Zdjęcie                        | Wyposażenie | Rok zakupu                          | Numery taborowe   | Ilość    |
| ----------------- | ------------------------------ | --- | ----------------------------------- | ----------------- | -------- |
| Konstal 105Na     |                                | [ 63 ] | 1988–1990                           | 611–614           | 4        |
| Konstal 105Na     | system informacji pasażerskiej | 1979–1980 1985, 1990 | 615–616, 644–645, 648–649, 695, 697 | 8                 |          |
| Pesa Twist 129Nb  |                                | system informacji pasażerskiej · przewóz osób na wózkach · monitoring · klimatyzacja przestrzeni pasażerskiej                                                              | 2012                                | 621–627           | 7        |
| Pesa Twist 129Nb  |                                | system informacji pasażerskiej · przewóz osób na wózkach · monitoring · klimatyzacja przestrzeni pasażerskiej · automaty biletowe · Internet bezprzewodowy · ładowarki USB | 2020                                | 651–660           | 10       |
| Wszystkie pojazdy | Wszystkie pojazdy              | Wszystkie pojazdy | Wszystkie pojazdy                   | Wszystkie pojazdy | 29       |

Legenda
- Pojazd wyposażony w system informacji pasażerskiej
- Pojazd niskopodłogowy
- Pojazd wyposażony w monitoring
- Pojazd wyposażony w klimatyzację przestrzeni
- Pojazd posiada biletomat
- Pojazd posiada router WiFi
- Pojazd wyposażony w gniazda USB
- MEGA Autobus przegubowy – osiemnastometrowy
- MAXI Autobus dwunastometrowy
- r.b. Rok budowy

| Tabor historyczny | Tabor historyczny | Tabor historyczny  | Tabor historyczny      | Tabor historyczny     |
| Typ               | Zdjęcie           | Liczba egzemplarzy | Rok zakupu             | Numeracja przewoźnika |
| ----------------- | ----------------- | ------------------ | ---------------------- | --------------------- |
| Tramwaje          |                   |                    |                        |                       |
| 4N1 + 4ND         |                   | 1 + 1              | 1958, 2011 (r.b. 1954) | 202 + 668             |
| 102Na             |                   | 1                  | 1972                   | 628                   |
| Autobusy          |                   |                    |                        |                       |
| Bristol Lodekka   |                   | 1                  | 2018 (r.b. 1965)       | 299                   |
| Ikarus 280        |                   | 3                  | 1982, 1991, 1997       | 288, 358, 176         |
| Jelcz M11         |                   | 1                  | 1985                   | 254                   |
| Ikarus 435.05C    |                   | 1                  | 1993                   | 360                   |
| Ikarus 412        |                   | 1                  | 1997                   | 74                    |

Kolorem ciemnożółtym zaznaczone są typy autobusów, które oczekują remontu.

## Lista szefów
Dyrektorzy
- Miejskie Zakłady Komunikacyjne
  - 1949–1950: Mieczysław Gintel
  - 1950–1951: Tadeusz Tchórzewski
- Miejskie Przedsiębiorstwo Komunikacyjne
  - 1951–1953: Czesław Rzepko
  - 1953–1954: Roman Gross
  - 1954–1960: Mirosław Kwapisz
  - 1960–1979: Marian Skwarliński
  - 1979–1984: Tadeusz Mszyca
  - 1984–1990: Zbigniew Rudlicki
  - 1990–1991: Krzysztof Nabrdalik
- Miejski Zakład Komunikacji
  - 1991–1999: Krzysztof Nabrdalik
  - 1999–2000: Roman Wydymus

Prezesi zarządu
- Miejskie Przedsiębiorstwo Komunikacyjne w Częstochowie sp. z o.o.
  - 2000–2002: Roman Wydymus
  - 2002–2011: Krzysztof Nabrdalik
  - 2011: Roman Wydymus[65]
  - 2011: Michał Porada (p.o.)[66]
  - 2011–2017: Roman Bolczyk[67]
  - 13 listopada 2017: Mariusz Sikora[68].